# Fritz Walter
Friedrich "Fritz" Walter (31 tháng 10 năm 1920 – 17 tháng 6 năm 2002) là một cựu cầu thủ bóng đá Đức và là một trong những cầu thủ bóng đá được mến mộ nhất ở đất nước mình. Ông là đội trưởng đội tuyển Tây Đức giành chức vô địch thế giới năm 1954. Trong 61 lần khoác áo đội tuyển quốc gia, ông ghi được 33 bàn.

## Tiểu sử và sự nghiệp
Là con trai của một chủ nhà nghỉ của câu lạc bộ 1. FC Kaiserslautern, Walter làm quen với bóng đá từ nhỏ. Khi 8 tuổi, ông đã tham gia học viện bóng đá trẻ Kaiserslautern, và năm 17 tuổi ông lần đầu tiên khoác áo Kaiserslautern, câu lạc bộ mà ông thi đấu suốt sự nghiệp của mình.
Walter khoác áo đội tuyển quốc gia lần đầu năm 1940 dưới quyền huấn luyện viên Sepp Herberger, và lập ngay một hat-trick vào lưới Romania. Ông phải nhập ngũ năm 1942 và vào cuối Chiến tranh thế giới thứ hai, Walter là tù binh chiến tranh tại Marmaros-Sziget. Khi Hồng quân đến, họ chuyển tất cả các tù binh Đức về các trại cải tạo ở Liên Xô, nơi mà tính mạng tù binh khó được bảo toàn. May mắn thay, một người gác tù người Hungary, đã từng xem Fritz chơi cho đội tuyển Đức, nói rằng Fritz là người Áo chứ không phải người Đức. Do đó Walter được toàn mạng trở về Đức. Sau khi trở về, mang trong mình căn bệnh sốt rét, Walter tiếp tục chơi cho Kaiserslautern, góp công vào hai chức vô địch Đức năm 1951 và 1953. Sepp Herberger gọi ông quay trở lại đội tuyển quốc gia năm 1951 và Walter được chọn là đội trưởng.
Ông là đội trưởng đội tuyển Tây Đức giành danh hiệu vô địch thế giới năm 1954 (lần đầu tiên của Đức). Fritz Walter cùng đồng đội đã vượt qua chính những người Hungary. Năm 1956, sau khi cuộc nổi loạn ở Hungary bị những người Xô viết dập tắt, đội tuyển bóng đá phải rời bỏ quê hương. Trong hai năm sau đó, Fritz đã tổ chức các trận đấu, cung cấp tài chính cho đội bóng như một cách trả ơn việc người Hungary đã cứu sống ông. Walter khoác áo đội tuyển lần cuối tại trận bán kết World Cup 1958 gặp chủ nhà Thụy Điển, dính một chấn thương và kết thúc sự nghiệp thi đấu quốc tế. Ông giã từ sự nghiệp bóng đá vào năm sau đó, 1959. Trong sự nghiệp thi đấu cho Kaiserlautern, ông đã ghi được tới 306 bàn thắng trong 379 lần ra sân.
Nhiều câu lạc bộ lớn đã đề nghị ông thi đấu cho họ với những khoản tiền hậu hĩnh, nhưng thường bị từ chối do ước muốn được ở lại quê nhà, chơi cho đội bóng quê hương, đội tuyển quốc gia và Chef (tiếng Đức nghĩa là ông chủ) Herberger.
Em trai của Fritz là Ottmar Walter, sinh năm 1924, là đồng đội của Fritz trong đội hình vô địch thế giới World Cup 1954. Ottmar hiện vẫn còn sống cùng vợ tại Kaiserslautern. Fritz Walter mất năm 2002 ở tuổi 82. Ước vọng của ông được xem World Cup 2006 tại thành phố quê hương Kaiserslautern (không được chọn là địa điểm thi đấu World Cup 1974) đã không thực hiện được. Tuy nhiên, vào ngày kỉ niệm 4 năm ngày mất của Walter 17 tháng 6 năm 2006, đội tuyển Ý thi đấu với đội tuyển Mỹ trên sân Kaiserslautern đã dành ra 1 phút mặc niệm ông. Ngày nay khách du lịch có thể tới thăm "Fritz Walter Haus" (Nhà lưu niệm Fritz Walter) tại thị trấn Enkenbach-Alsenborn cách Kaiserslautern khoảng 20 km về phía đông.

## Vinh danh
- Fritz Walter là một trong 4 đội trưởng danh dự của đội tuyển Đức. Ba người kia là Uwe Seeler, Franz Beckenbauer và Lothar Matthäus.
- Sân nhà của 1. FC Kaiserslautern mang tên ông: Sân vận động Fritz Walter từ năm 1985.
- Tháng 11 năm 2003, kỉ niệm 50 năm ngày thành lập UEFA, Liên đoàn bóng đá Đức đã chọn ông là Cầu thủ vàng của Đức trong 50 năm (từ 1954 đến 2003).[1]

## Chuyện bên lề
- Trong thập kỉ 1980 và 1990, có một tiền đạo thi đấu khá thành công cho VfB Stuttgart tại Bundesliga cũng mang tên Fritz Walter. Mặc dù cầu thủ này không có quan hệ họ hàng gì với người đội trưởng của Kaiserslautern, các cổ động viên vẫn thường gọi anh là Fritz Walter trẻ.
- Vợ của Fritz Walter trong 5 thập kỉ là Italia Walter, một phụ nữ Ý. Điều này khác thường vì một dân tộc có tiếng là bảo thủ thời đó như người Đức hiếm khi lấy vợ người nước ngoài.
- Một điều thường được biết đến ở Đức là Walter chơi hay hơn khi thời tiết xấu, và do đó có thành ngữ Thời tiết Fritz Walter, dùng để chỉ trời mưa. Điều đó xuất phát từ sự thật rằng Walter, cũng như nhiều cựu binh bị sốt rét khác, không thể có điều kiện sức khoẻ tốt nhất dưới ánh nắng mặt trời. Trận chung kết World Cup 1954 cũng diễn ra trong điều kiện thời tiết Fritz Walter.